# 斯維爾德魯普冰原島峰
72°45′S 63°15′W / 72.750°S 63.250°W
斯維爾德魯普冰原島峰（英語：Sverdrup Nunataks1）是南極洲的冰原島峰，位於帕爾默地，屬於凱里山脈的一部分，海拔高度1,800米，美國地質調查局根據測量和該國海軍的空中照片繪入地圖，現時由南極條約體系管理。